# René Desroches
Pour les articles homonymes, voir Desroches.
René Desroches, né le 23 décembre 1905 à Chabris et mort le 4 juin 1990 à Orléans, est un athlète français.

## Carrière
René Desroches est sacré champion de France du 1 500 mètres en 1932 à Colombes. 
Il est ensuite éliminé en séries du 3 000 mètres steeple masculin aux Jeux olympiques d'été de 1936 à Berlin. 